# Виши Брод
Виши Брод (чеш. Vyšší Brod) град је у Чешкој Републици. Град се налази у управној јединици Јужночешки крај, у оквиру којег припада округу Чешки Крумлов. Виши Брод је најјужнија тачка Чешке Републике.

## Становништво
Према подацима о броју становника из 2014. године град је имао 2.533 становника.